# Balkova Lhota
Balkova Lhota – wieś i gmina w Czechach, w powiecie Tabor, w kraju południowoczeskim. Według danych z dnia 1 stycznia 2013 liczyła 115 mieszkańców.
We wsi jest stacja kolejowa Balkova Lhota.